# Стаклена амбалажа
Стаклена амабалажа или стаклена боца је боца направљена од стакла. Стаклене боце могу значајно да се разликују, али се најчешће праве у величинама између око 200 милилитара и 1,5 литара. Боце се обично користе за зачине, алкохолно пиће, козметику, киселе краставце и конзервансе. Ове врсте боца се користе у комерцијалној индустрији.

## Историја
Стаклене боце и стаклене тегле постоје у многим домаћинствима широм света. Прве стаклене боце произведене су у југоисточној Азији око 100. године пре нове ере, а у Римском царству око 1. АД. Америчка индустрија стакла и стаклених тегли започета је раних 1600-их година, када су досељеници у Џејмстоуну изградили прву пећ за топљење стакла. Аутоматска машина за дување стаклених боца је 1880. године индустријализоваа процес прављења боца.
У 2019. години направљени су планови да се почетком 2020. поново уведу испоруке боца са млеком у Окланду.

## Производња
Најстарије флаше или посуде направио је праисторијски човек. Састојци су најпре растопљени како би се направило стакло, а затим се у течност умакала глина. Када би се стакло охладило, глина је изнутра изрезана остављајући само шупљу стаклену посуду. Ово стакло је било врло танко, јер ватра није била толико врућа као што су пећи модерног доба. Дуваљка је изумљена око 1 године пре нове ере. Ово је омогућило да се изливено стакло скупи на крају дуваљке и дува на други крај да би се створила шупља посуда. На крају је уведена употреба калупа, а потом је изумљена полуаутоматска машина под називом Прес енд Блоу. Године 1904. Мајкл Овенс изумио је аутоматску машину за флаше.
Боце могу да трпе унутрашњи притисак као резултат неједнаког или превише брзог хлађења. Пећ за жарење се користи за хлађење стаклених посуда како би се спречио притисак и ојачала боца. Када стаклена боца напуњена течношћу падне, ефекат воденог чекића може изазвати хидродинамички стрес, разбијање боце.

## Карактеристике

### Ознаке
Приликом обликовања, модерне боце добијају ознаке на дну боце. Ове ознаке служе у различите сврхе, као што су идентификација машине која се користи у производњи боце (за потребе контроле квалитета), као показивач произвођачу боце, колико треба напунити боцу, приказ датума производње боце, као као и друге информације.

### Затварање
Стаклене боце имају различита затвараче како би се боца могла затворити и спречити да садржај изађе. Старије боце су биле запечаћене воском, а касније су обложене плутом. Данас су чешћи чепови.

## Одлагање
Рециклирањем стакла добија се велика количина сировина.

## Примери
- Фармацеутски прибор
- Боца вина квадратног облика
- Асортиман флаша за пиво
- Повратна стаклена амбалажа
- Стаклене флаше различитих боја
- Римска шестоугаона боца
- Фармацеутска боца
- Стаклена боца за спреј